# Uwe Staib
Uwe Staib (* 22. Januar 1964) ist ein ehemaliger deutscher Fußballspieler, der mittlerweile als Trainer tätig ist.

## Sportlicher Werdegang
Staib begann mit dem Fußballspielen beim SV Todtnau, ehe er sich dem SC Freiburg anschloss. Für den Klub debütierte er am Ende der Spielzeit 1988/89 in der 2. Bundesliga, dabei bestritt er nach seinem Debüt am 22. April 1989 anlässlich des 4:0-Heimerfolgs über die SpVgg Bayreuth noch zwei weitere Ligaeinsätze. 
Im Sommer 1989 wechselte Staib zum Aufsteiger FV Lörrach in die Verbandsliga Südbaden, mit dem er die Spielzeit auf dem siebten Tabellenplatz beendete. Anschließend zog er innerhalb der Meisterschaft zum Freiburger FC weiter, mit dem er am Ende seines ersten Jahres unter Trainer Uwe Ehret in die drittklassige Oberliga Baden-Württemberg aufstieg und mit einem 2:1-Endspielerfolg über den VfB Gaggenau, bei dem er Mitte der 2. Halbzeit für Martin Krieg eingewechselt wurde, den Südbadischen Pokal gewann. An der Seite von Christian Streich, Frank Wormuth, Stefan Majewski, Joachim Klemenz und Klemens Hartenbach belegte er mit dem Aufsteiger den vierten Tabellenplatz in der Spielzeit 1991/92 und wiederholte gegen den SV Linx im Elfmeterschießen den Landespokalgewinn. Dieses Mal stand Staib die komplette Spieldauer auf dem Feld, ebenso wie beim im Elfmeterschießen gegen den VfB Gaggenau verlorenen Endspiel im Mai 1993. In der Spielzeit 1993/94 bestritt er bis zur Winterpause noch zwölf Partien, ehe er den späteren Absteiger zum Jahreswechsel in Richtung Verbandsligist FC Steinen-Höllstein verließ.
Zwischen 1985 und 1988 absolvierte Staib eine Ausbildung zum Industriekaufmann und anschließend bis 2008 hauptberuflich bei einem Compoundierungsspezialisten tätig. Parallel war er ab 2000 als Jugendtrainer beim SC Freiburg tätig. 2009 rückte er gemeinsam mit U-17-Cheftrainer Marcus Sorg als Trainerteam der Regionalligamannschaft des Klubs auf. Ab 2011 assistierte er in gleicher Position Xaver Zembrod.
Staib studierte an der Eidgenössischen Hochschule für Sport Magglingen.